# Douwe Lubach
Douwe Lubach (ook: Doede Lubach) (Dokkum, 25 december 1815 – Kampen, 11 oktober 1902) was een Nederlands medicus en schrijver.

## Biografie
Douwe Lubach was de zoon van Ybeltje Westra (1786–1873) en Jacobus Lubach (1776–1861). Het gezin woonde aanvankelijk in Dokkum, maar verhuisde naar Haarlem. Van 1827 tot 1831 volgde Douwe daar de Latijnse school. Zijn vader was op die school conrector. Van 1831 tot 1836 was hij leerling van de klinische school in Haarlem, waar hij met goed gevolg het examen als stedelijk heelmeester aflegde. Op 20 oktober 1837 liet hij zich inschrijven aan de Rijkshogeschool Groningen als student geneeskunde. Op 2 juli 1842 promoveerde hij daar op het proefschrift De oleo jecoris aselli (over levertraan).
Hij vestigde zich als arts in Haarlem.
In 1860 werd hij benoemd tot lector in de anatomie en physiologie aan de klinische school in Haarlem. Die functie oefende hij uit tot 1865. Toen kort daarna het Geneeskundig Staatstoezicht werd ingesteld werd Lubach benoemd tot adjunct-inspecteur in Noord-Holland. Die functie oefende hij uit tot 1868. Toen werd hij benoemd tot inspecteur in Overijssel en Drenthe. Hij ging in Kampen wonen en bleef in die functie tot 1897. 
Hij trouwde in 1851 met Johanna Christina Numan. 
Van 1860 tot 1868 was hij bibliothecaris van Teylers Stichting. 

## Album der Natuur
Hij was in 1852 samen met W.M. Logeman oprichter en daarna ruim 50 jaar redacteur van Album der Natuur. Zijn eerste bijdrage ging over de "fossile mensch van Scheuchzer, een geologisch raadsel". Johann Jakob Scheuchzer meende een fossiel skelet te hebben gevonden van een verdwenen mensensoort. Dat bleek een uitgestorven reuzensalamander te zijn, zoals Georges Cuvier in 1811 wist aan te tonen. In die eerste jaargang van Album der Natuur, en in de vijftig daaropvolgende jaargangen, verschenen van de hand van Lubach tal van artikelen. Zijn laatste artikel verscheen in 1894. In het 'Bijblad' verschenen bijdragen van zijn hand tot 1899. In 1854 stond hij met Logeman aan de wieg van de Praktische Volks-almanak, het jaarboekje 'ter verspreiding van kennis der toegepaste wetenschappen, onder alle standen der maatschappij', waarvan het laatste deel in 1863 verscheen. Lubach publiceerde daarin over onderwerpen als goede voeding, het nut van frisse lucht en van lichaamsbeweging.